# Drawsko Pomorskie (district)
Drawsko (powiat drawski) is een Pools district (powiat) in de Poolse provincie West-Pommeren. De oppervlakte bedraagt 1764,21 km², het inwonertal 58.264 (2014).

## Steden
- Czaplinek (Tempelburg)
- Drawsko Pomorskie (Dramburg)
- Kalisz Pomorski (Kallies)

Stadsdistricten: Szczecin · Koszalin · Świnoujście

Districten:
Białogard · Choszczno · Drawsko Pomorskie · Goleniów · Gryfice · Gryfino · Kamień · Kołobrzeg · Koszalin · Łobez · Myślibórz · Police · Pyrzyce · Sławno · Stargard · Szczecinek · Świdwin · Wałcz

Grootste steden:
Białogard · Goleniów · Gryfino · Kołobrzeg · Koszalin · Police · Stargard · Świnoujście · Szczecin · Szczecinek · Wałcz